# Mangora asis
Mangora asis là một loài nhện trong họ Araneidae.
Loài này thuộc chi Mangora. Mangora asis được Herbert Walter Levi miêu tả năm 2007.